# The Forsyte Saga
The Forsyte Saga is een familiekroniek van John Galsworthy. In drie delen wordt het verhaal verteld van de rijke en arrogante familie Forsyte, bij wie onder een dikke laag goud en goede manieren ongeluk en dramatiek de boventoon voeren.
Voorbeeld bij uitstek is het huwelijk tussen Soames Forsyte en de onbemiddelde Irene Heron. Hij is victoriaans; arrogant, preuts en egoïstisch. Zij is mooi, modern en lijdt in stilte onder haar moeizame huwelijk. Zij stort zich in een affaire met de knappe architect Philip Bosinney, die sterft als Irene er met hem vandoor wil gaan. Dan is het huwelijk definitief voorbij, maar tot een scheiding komt het niet. Pas jaren later, in 1901, wordt de scheiding tussen Soames en Irene uitgesproken. Soames trouwt met de Française Annette en Irene huwt de neef van Soames, Jolyon.
Uit beide huwelijken wordt een kind geboren: Soames en Annette krijgen een dochter, Fleur, en Jolyon en Irene een zoon. En uiteraard vallen deze twee knappe jonge mensen zonder enig historisch besef als een blok voor elkaar...

## Vervolg
Suleika Dawson heeft decennia later een vervolg geschreven op de bestseller van John Galsworthy: Fleur. 'Fleur' gaat over het leven van Fleur, de dochter van Soames en Annete. De gehele oude generatie Forsytes is dood in het vervolg van Dawson, al waren er ook al velen dood en begraven in het laatste deel van Galsworthy's trilogie.

## Verfilmingen

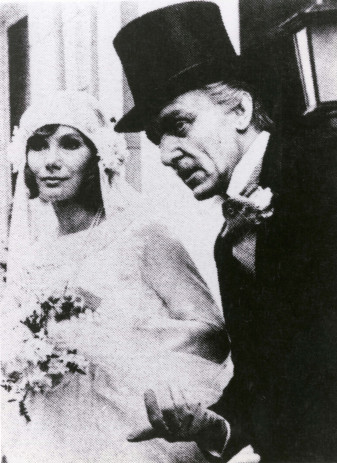
The Forsyte Saga in 1967.

The Forsyte Saga is tweemaal verfilmd, in 1967 en in 2002/2003. De eerste serie loopt af bij het overlijden van Soames, net als de trilogie van Galsworthy. De tweede serie stopt eerder, bij het huwelijk van Fleur.
In de eerste serie wordt Soames Forsyte gespeeld door Eric Porter en Irene door Nyree Dawn Porter. In de tweede serie worden de hoofdrollen gespeeld door Damian Lewis (Soames) en Gina McKee (Irene). 
In 1949 is er een film gemaakt op basis van Galsworthy's boeken, getiteld The Forsyte Woman. Bij deze film zijn echter zoveel personages toegevoegd, weggelaten of veranderd dat het eigenlijk maar heel weinig meer met de oorspronkelijke Forsyte Saga te maken heeft.

## Beoordelingen
The Forsyte Saga wordt beschouwd als een van de meesterwerken uit de Engelse literatuur, vanwege haar prachtig uitgewerkte personages en het perfecte tijdsbeeld van het victoriaanse tijdperk tot aan de vooravond van de Tweede Wereldoorlog. Suleika Dawson heeft het reilen en zeilen van de familie Forsyte beschreven even voor, tijdens en na de Tweede Wereldoorlog.